# املسبول-هورسبول
املسبول-هورسبول (به آلمانی: Emmelsbüll-Horsbüll) یک شهر در آلمان است که در نوردفرایسلند واقع شده‌است.
 املسبول-هورسبول  ۱٬۰۲۹ نفر جمعیت دارد.